# Йотація в праслов'янській мові
Йотація в праслов'янській мові полягала в зміні приголосних під впливом наступного приголосного звука [j] («йота»). Воно було спричинене, очевидно, дією закону відкритого складу, оскільки сполучення приголосного з [j] суперечили йому. Зміни у вимові приголосних були ідентичні рефлексам першої палаталізації, тому деякі автори не розділяють ці явища.
Сполучення приголосних з *j часто траплялися в праслов'янській мові, бо цей звук входив у склад низки частотних формантів: присвійного суфікса *jь, суфікса вищого ступеня прикметників, словотворчих формантів іменників і дієслів.

## Походження звука *j
Звук *j у праслов'янській фонетичній системі був близький до *i̯ нескладового, між ними не було різкої артикуляційної відмінності. Походження праслов'янського *j може бути різним.
Від праіндоєвропейського *j
У низці випадків праслов'янський *j має ще праіндоєвропейське походження і в інших індоєвропейських мовах йому теж відповідає [j] або його замінники:
- прасл. *pojasъ, д.-рус. поіасъ («пояс») — лит. juosta («пояс»);
- прасл. *sъjǫzъ, староцерк.-слов. съѭзъ («союз») — лат. conjunctio («з'єднання»);
- прасл. *junъ, староцерк.-слов. юнъ («юний») — лит. jaunas, лат. juvenis («юний»);
- прасл. *lajǫ, д.-рус. лаю («лаю», «гавкаю») — лит. loju («гавкаю»);
- прасл. *trije, д.-рус. триѥ («три») — санскр. त्रय, «трайах» («три»).

Протетичний *j
В інших випадках *j утворювався вже на праслов'янському ґрунті, наприклад, внаслідок протези перед голосними переднього ряду, а також перед *a:
- прасл. *jestь, д.-рус. ѥсть, пол. jest («є», «єсть») — лит. esti, лат. est («є», «єсть»);
- прасл. *jętro, староцерк.-слов. ѩтро («печінка») — дав.-гр. έντερο («нутрощі», «кишечник»);
- прасл. *(j)agnę, д.-рус. іагнѧ («ягня») — лат. agnus («ягня», «агнець»)
- прасл. *(j)azъ, д.-рус. іазъ («я») — лит. aš («я»)

Внаслідок монофтонгізації дифтонга
Розвиток *j спостерігається і при монофтонгізації дифтонга *eu̯:
- прасл. *beu̯dǫ > *bjudǫ (староцерк.-слов. блюдѫ — «пильную», «додержую»);
- прасл. *reu̯ti > *rjuti (староцерк.-слов. рюти — «ревти»), у відкритому складі відбувся перехід *eu̯ > *ev (укр. ревіти).

Внаслідок розпаду дифтонга
Звук *j розвивався також при розпаді дифтонгів з нескладового *i̯ у положенні перед голосними:
- прасл. *poi̯ti («співати», «піти») — *poi̯ǫ > *pojǫ («співаю», «пію»).

З голосного *i
Звук *j (або *i̯) розвивався з голосного *i, якщо він опинявся перед іншим голосним: *medĭa («середина», «границя», «межа», пор. лат. medĭalis) > *medja («межа»). Цей процес особливо наочно представлений в утворенні форм дієслів з основою на *-i *rodiǫ > *rodjǫ («роджу»), *rodiēaxъ > *rodjēaxъ (форма імперфекта I особи однини, пор. староцерк.-слов. рождаахъ), *rodiъs > *rodjъs (активний дієприкметник, пор. староцерк.-слов. рождши), *rodienъ > *rodjenъ (пасивний дієприкметник, пор. староцерк.-слов. рожденъ), *rodiati > *rodjati (форма інфінітива, пор. староцерк.-слов. раждати).
Розглянуті випадки пом'якшення приголосних стосуються, насамперед, *j що виник внаслідок розпаду або монофтонгізації дифтонга, а також *j < *i̯ < *i.

### Графічне передавання
У тих писемностях слов'янських мов, що були створені на основі латинської абетки, звук [j] передався літерою j («йот»). В інших графічних системах питання його позначення розв'язувалося по-різному. У глаголиці [j] часто взагалі не мав окремого позначення: літера  могла передавати як [e], так і [je]; звук [ju] передавала ; йотовані носові [ję] і [jǫ] передавали відповідно  та ; літера  могла позначати як [ě] ([æ]), так і йотований [ja]. Існувала також літера , якою могли позначати [je] або [jo]. Окрім того, звук [j] міг передаватися літерами ,  та , які зазвичай використовували для голосного [i].
У ранній кирилиці для передавання йотованих використовувалися спеціальні йотовані букви, що являли собою лігатури букви І з іншими буквами:
- Ѥ — поєднання І з Є
- Ю — поєднання І з О (хоча включала букву О, передавала [ju] — йотоване [u]; це може бути пов'язане з передаванням [u] диграфом оу)
- Ꙗ — поєднання І з А
- Ѩ — поєднання І з Ѧ
- Ѭ — поєднання І з Ѫ

Ці букви передавали не тільки йотовані звуки, але й м'якість попередніх приголосних (д.-рус. воля, полѥ). На цьому принципі ґрунтуються сучасні українська, російська, білоруська і болгарська абетки. У сербській кириличній абетці («вуковиці»), створеній Вуком Караджичем, йотовані літери були замінені сполученнями нейотованих з літерою ј, взятої з латинської абетки (ја, је, јо, ју). Цей же принцип покладений в основу сучасної македонської абетки, прийнятої у 1945 році. Були спроби впровадити подібну систему і в українську графіку (правопис Драгоманова).

## Зміни приголосних у сполученні з *j

### Пом'якшення задньоязикових і сонорних
Перехід *gj у *ž'
Сполучення *gj переходило *ž' — м'який варіант [ʒ]:
- *lъgati («брехати», «олгати») — *lъgja > *lъža («олжа»)
- *legti («лягти») — *legjǫ > *ležǫ («лежу»)

Звук *j входив у склад присвійного суфікса *jь, тому кореневі задньоязикові в присвійних формах теж зазнавали пом'якшення: ранньо-прасл. *kъnęgъ («князь») — *kъnęgjь > *kъnęžь (староцерк.-слов. кънѧжь, укр. княжий).
Перехід *kj у *č'
Сполучення *kj переходило *č' — м'який варіант африката [t͡ʃ]:
- *plakati — *plakjǫ > *plačǫ («плачу»)
- *skakati — *skakjǫ > *skačǫ («скачу»)

Так само відбувалося пом'якшення і після присвійного суфікса *jь: ранньо-прасл. *otьkъ — *otьkjь > *otьčь (староцерк.-слов. отьчь, укр. отчий).
Перехід *xj у *š'
Сполучення *xj переходило *š' — м'який варіант [ʃ]:
- *duxъ («дух») — *duxja > *duša («душа»)

Перехід *rj у *r'
Сполучення *rj переходило *r' — м'який варіант [r]
- *večerъ («вечір») — *večerja > *večer'a («вечеря»)

Назви Володимира-Волинського і російського міста Владимир колись писали як Володимѣрь, де прикінцевий -rь походив від сполучення *-r- з *j присвійного суфікса *jь (*Volodiměrъ + *jь > *Volodiměrь). Надалі м'яка вимова «р» втратилася у цих топонімах не тільки в українській, але й в російській мові, і вони стали омонімічними з особовим ім'ям «Володимир».
Перехід *lj у *l'
Сполучення *lj переходило *l' — м'який варіант [l]
- *volja > *vol'a («воля»)

Пом'якшення [l] присвійним суфіксом *jь можна помітити в назві міста Перемишль, утвореній від імені легендарного князя Лешка І (Пшемислава).
Перехід *nj у *n'
Сполучення *nj переходило *n' — м'який варіант [n]
- *konjь > *kon'ь («кінь»)

### Пом'якшення ясенних фрикативних
Перехід *sj у *š'
Сполучення *sj, як і *xj, переходило *š' — м'який варіант [ʃ]:
- *pisati («писати») — *pisjǫ > *pišǫ («пишу»);
- *nositi («носити») — *nosjǫ > *nošǫ («ношу»); *nosja > *noša («ноша»)

Перехід *sj > *š' відбувався також у суфіксах вищого і найвищого ступенів прикметників *jьs та *ējьs. Ці суфікси мають загальноіндоєвропейське походження: пор. лат. iusti̯us («справедливіше», «більш справедливе») з суфіксом -i̯us (< -i̯os). У всіх формах (за винятком форм називного відмінка однини чоловічого та називного і знахідного середнього роду) вони доповнювалися іменними суфіксами: *jŏ для чоловічого та середнього роду, і *jā — для форм жіночого роду. Сполучення *-jьs + *-jo, *-ējьs + *-jo, *-jьs + *-ja та *-ējьs + *-ja викликали закономірні переходи *sj > *š', виникали суфікси *-jьš та *-ēiš.
Перехід *zj у *ž'
Сполучення *zj, як і *gj, переходило *ž' — м'який варіант [ʒ]:
- *kazati («казати») — *kazjǫ > *kažǫ («кажу»)
- *voziti («возити») — *vozjǫ > *vožǫ («вожу»)
- *laziti («лазити») — *lazjǫ > *lažǫ («лажу»)
- *kozja («козяча шкіра», пор. *koza) > *koža («шкіра», «кожа»)

На думку Ю. В. Шевельова, йотація в сполученнях *sj і *zj проходила таким чином: *sj, *zj > *š'j, *ž'j > *š'š', *ž'ž' > *š', *ž'. Спочатку відбувався перехід фрикативних у шиплячі перед *j, потім їх злиття з *j і подовження, і нарешті, перехід у короткі шиплячі.

### Пом'якшення сполучень *tj, *dj
Якщо пом'якшення задньоязикових, сонорних і ясенних фрикативних відбувалося однаково в усіх праслов'янських діалектах, то пом'якшення ясенних проривних *t, *d проходило по-різному, внаслідок чого рефлекси давніх *tj, *dj у сучасних слов'янських мовах відрізняються. Припускають, що спочатку *tj і *dj дали їхні довгі пом'якшені варіанти *t' і *d', які надалі втратили довготу і перетворилися на різні звуки.
Східнослов'янські мови
У східнослов'янських мовах відбулися переходи *tj > *t' > *č' та *dj > *d' > *dž':
- *světъ («світло», «світ») — *světĭa > *světja > *svěča (укр. свіча, свічка, біл. і рос. свеча, свечка);
- *tysǫti/*tysęti > *tysǫtj/*tysętj > *tysęč (укр. тисяча, біл. і рос. тысяча);
- *mati («мати») — *matjexa > *mačexa (укр. мачуха, біл. мачыха, мачаха, рос. мачеха);
- *saditi («садити») — *sadĭa > *sadja > *sadža («сажа»);
- *medĭa (пор. лат. medius, medialis) > *medja > *medža («межа»);
- *xotěti («хотіти») — *xotjǫ > *xočǫ («хочу»);
- *letěti («летіти») — *letjǫ > *lečǫ («лечу»);
- *xoditi («ходити») — *xodjǫ > *xodžǫ («ходжу»);
- *voditi («водити») — *vodjǫ > *vodžǫ («воджу»);
- *roditi («родити») — *rodjǫ > *rodžǫ («роджу»).

У сучасних східнослов'янських мовах на місці давнього *dž можуть бути різні звуки: або африкат dž (укр. ходжу, воджу, роджу, біл. хаджу, ваджу, раджу́), або шиплячий ž, що з'явився внаслідок його спрощення (укр., біл. і рос. сажа, укр. і рос. межа, біл. мяжа, рос. хожу, вожу, рожу). Деякі мовознавці вважають, що спочатку перехід *dž > *ž відбувся у всіх східнослов'янських діалектах, а тільки потім *d з'явився знову в формах I особи дієслова в українських і білоруських діалектах — за аналогією до інших особових форм і форм інфінітива. Згідно з іншою гіпотезою, у дієсловах переходу *dž > *ž взагалі не відбувалося. Низка українських діалектів (бойківські, лемківські) зберігає dž і в іменниках (меджа, саджа), а деякі південно-східні говори — пом'якшені t' і d' без переходу в африкати (ходю, летю), в останньому разі ймовірна дія аналогії до основи інфінітива.
Західнослов'янські мови
У західнослов'янських мовах відбулися переходи *tj > *t' > *c' та *dj > *d' > *dz' > *dz:
- *světĭa > *světja > *svěca (пол. świeca, чеськ. svíce, словац. svieca);
- *tysǫti/*tysęti > *tysǫtj/*tysętj > *tysęc (пол. tysiąc, чеськ. і словац. tisíc;
- *matjexa > *macexa (пол., словац., в.-луж. і н.-луж. macocha, чеськ. macecha);
- *sadja > *sadza («сажа»);
- *medja > *medza («межа»);
- *xotěti («хотіти») — *xotjǫ > *xocǫ (пол. chcę, чеськ. chci, словац. (chcem))
- *letěti («летіти») — *letjǫ > *lecǫ (пол. lecę, чеськ. (letím), словац. (letím))
- *xoditi («ходити») — *xodjǫ > *xodzǫ (пол. chodzę, чеськ. (chodím), словац. (chodím))
- *voditi («водити») — *vodjǫ > *vodzǫ (пол. wodzę, чеськ. (vodím), словац. (vodím))
- *roditi («родити») — *rodjǫ > *rodzǫ (пол. rodzę, чеськ. (rodím), словац. (rodím))

Африкати *c' і *dz' надалі стверділи, а в чеській і лужицьких *dz' перейшов у *z: пол. sadza, miedza, чеськ. saze, meze, словац. sadze, medze, в.-луж. sazy, н.-луж. saze.
Південнослов'янські мови
У південнослов'янських мовах *tj і *dj могли змінитися по-різному, залежно від групи діалектів. У давньоболгарській відбулися переходи *tj > *t' > *št' (графічно шт, надалі щ) та *dj > *d' > *žd' (графічно жд, надалі җ). Надалі в болгарській мові відбулося ствердіння *št' і *žd':
- *světja > *svěšta (староцерк.-слов. свѣшта, болг. свещ);
- *tysǫti/*tysęti > *tysǫtj/*tysętj > *tysęšt' (староцерк.-слов. тысѧшта);
- *matjexa > *maštexa (болг. мащеха);
- *sadja > *sažda (болг. сажда);
- *medja > *mežda (староцерк.-слов. межда, болг. межда);
- *xotěti («хотіти») — *xotjǫ > *xoštǫ (староцерк.-слов. хоштѫ);
- *letěti («летіти») — *letjǫ > *leštǫ (староцерк.-слов. лештѫ);
- *xoditi («ходити») — *xodjǫ > *xoždǫ (староцерк.-слов. хождѫ, болг. хождам);
- *voditi («водити») — *vodjǫ > *voždǫ (староцерк.-слов. вождѫ);
- *roditi («родити») — *rodjǫ > *roždǫ (староцерк.-слов. рождѫ, болг. раждам).

У македонській мові відбулися переходи *tj > *t' > [kʲ] або [ʨ] (графічно ќ), *dj > *d' > [ɡʲ] або [ʥ] (графічно ѓ):
- *světja > *svěkja (мак. свеќа);
- *matjexa > *makjexa (мак. маќеа);
- *sadja > *saɡja (мак. саѓи);
- *medja > *meɡja (мак. меѓа).

У сербській мові (а також у хорватській) *tj перейшов у č' (у сучасній кириличній графіці ћ, у латинській ć), а *dj — в dž' (у кириличній графіці ђ, у латинській đ):
- *světja > *svěča (серб. свећа/sveća);
- *tysǫti/*tysęti > *tysǫtj/*tysętj > *tysǫč' (серб. тѝсућа/tìsuća);
- *matjexa > *mačexa (серб. ма̏ћеха/maćeha);
- *sadja > *sadža (серб. *сађа/*sađa);
- *medja > *medža (серб. миђа/miđa)

У словенській мові *tj перейшов у č', а *dj — в j:
- *světja > *svěča (словен. sveča);
- *tysǫti/*tysęti > *tysǫtj/*tysętj > *tysǫč (словен. tȋsoč)
- *matjexa > *mačexa (словен. máčeha);
- *sadja > *saja (словен. sája);
- *medja > *meja (словен. meja)

У східнослов'янських мовах трапляються слова з рефлексами žd замість dž (ž), запозичені з церковнослов'янської мови: укр. страждати (від староцерк.-слов. стражду, замість питомого страдати), нужда (пор. нужа), рос. жажда («спрага», замість питомого жажа), вражда («ворожнеча») тощо.

#### Суфікси активних дієприкметників
Пом'якшення сполучення *tj спостерігається і в суфіксах активних дієприкметників теперішнього часу (-ętj-, -ǫtj-):
- *xodjętj — укр. ходячий, біл. хадзячы, рос. ходячий, пол. chodzący, староцерк.-слов. ходѧшти (форма жіночого роду)
- *nesǫtj — укр. несучий, біл. несучы, пол. nesący, староцерк.-слов. несѫшти (форма жіночого роду), рос. несущий (з церк.-слов.).

#### Суфікси антропонімів
Від подвійного присвійного суфікса *-ov-itjь (деякі дослідники порівнюють другу його частину зі західнобалтійським суфіксом -it-) походять суфікси прізвищ та імен по батькові у деяких слов'янських мовах (укр. і рос. -ович, -евич, -ич, біл. -авіч, -евіч, -іч, серб. -овић, -евић, -ић/-ović, -ević, -ić, ст.-пол. -owic, -ewic).

### Сполучення *j з губними
У разі сполучення *j з губними звуками (*p, *b, *v, *m) з'являвся вставний сонорний *l, який пом'якшувався під впливом *j: *pj > *plj > *pl', *bj > *blj > *bl', *vj > *vlj > *vl', *mj > *mlj > *ml'. Поява *l' при губних пов'язане з тим, що уподібнення губного язиковому не могло здійснюватися, тому був необхідним перехідний сонорний звук.
- *zemja («земля», пор. лит. žemė) > *zemlja;
- *kapati — *kapja > *kaplja («капля», «крапля»);
- *žeravjь > *žeravlь («журавель»);
- *korabjь > *korablь («корабель»);
- *pjuvati > *pljuvati («плювати»); *pjujǫ > *pljujǫ («плюю»);
- *ljubiti — *ljubjǫ > *ljubljǫ («люблю»); *ljubjętь > *ljubljętь («люблять»);
- *loviti — *lovjǫ > *lovljǫ («ловлю»); *lovjętь > *lovljętь («ловлять»)

Вставний «л» з'являвся і перед присвійним суфіксом *jь, реліктами подібних присвійних форм є назви деяких міст, утворені від імен князів (Богуславль, Переяславль, Ярославль). У деяких українських діалектах спостерігається поява вставного [l] після стверділих губних: здоровля (замість літ. здоров'я). Трапляється в таких сполученнях і вставний [n]: мнясо («м'ясо»).
Подальша доля цих сполучень губних з *l' складалася по-різному. На початку слова вони збереглися в усіх слов'янських мовах: укр., біл. і рос. плюю, укр. і рос. блюдо, біл. блюда, пол. pluję, болг. плювам, серб. пљујем. Усередині слова, перед суфіксами або закінченнями вони збереглися у східнослов'янських мовах, а також сербській, хорватській і словенській: укр., біл. і рос. люблю, укр. і рос. ловлю, земля, біл. лаўлю, зямля, серб. земља/zemlja, хорв. і словен. zemlja.
У західнослов'янських мовах, а також болгарській і македонській вставний *l' втратився усередині слова перед суфіксом і закінченням: пол. ziemia, lubię, lubią, чеськ. země, словац. zeme, болг. земя, влюбен, мак. земја. Судячи з даних південнослов'янських ізводів староцерковнослов'янської мови, у давньоболгарській вставний *l' у цих позиціях існував (староцерк.-слов. земліа, корабль). Щодо західнослов'янських мов, то є гіпотеза, згідно з якою вставного *l' при губних у сполученні з *j у середині слова там взагалі не виникало: *j втратився, пом'якшивши попередній губний.

### Зміни в групах приголосних
Сполучення *zdj і *zgj
Сполучення *zdj і *zgj первісно перейшли в *z'd'j > *ž'dž'. У сучасних мовах його рефлекси можуть бути різними:
- В українській — ždž: прасл. *ězditi («їздити») — *ězdjǫ > укр. їжджу, прасл. *gvozditi («гвоздити») — *gvozdjǫ > укр. гвожджу або šč: прасл. *dъzdjь > укр. дощ, або ždž > zč: прасл. *mozgъ — *mozgjǫ > укр. розмізчу;
- У білоруській — *zdž: прасл. *ězdjǫ > біл. езджу, або ždž прасл. *dъzdjь > біл. дождж;
- У російській — zž': прасл. *ězdjǫ > рос. езжу, прасл. *gvozdjǫ > рос. гвозжу, прасл. *mozgjǫ > рос. размозжу, або žd' > ž': прасл. *dъzdjь > рос. дождь (вимова [дожжь]);
- У польській — ždž: *ězdjǫ > пол. jeżdżę або šč: прасл. *dъzdjь > пол. deszcz;
- У чеській мові — št': прасл. *dъzdjь > чеськ. déšť;
- У лужицьких мовах — šč: прасл. *dъzdjь > в.-луж. dešć, н.-луж. de(j)šč;
- У болгарській мові — žd: прасл. *dъzdjь > болг. дъжд;
- У сербській і хорватській мовах — žd: прасл. *dъzdjь > серб. да̏жд/dȁžd, хорв. dȁžd, або šč хорв. dešč (кайкавське наріччя);

- У словенській — ž: прасл. *dъzdjь > словен. dež.

Сполучення *skj і *stj
Сполучення *skj і *stj первісно перейшли в št'. У сучасних мовах його рефлекси можуть бути різними (прасл. *bъr̥tjь, *xvostjь, *tьstja > укр. борщ, хвощ, теща, пол. barszcz, chwoszcz, заст. teścia, болг. хвощ, тъща, словен. bršč; прасл. *rostjǫ > укр. рощу, прасл. *pustjǫ > укр. пущу, прасл. *iskjǫ > рос. ищу).

## Хронологія

### Абсолютна хронологія
М. Шеклі датує праслов'янську йотацію V—IX століттями н. е.

### Відносна хронологія
Виникнення носових голосних сталося після переходів *nj > *n' і *mj > *ml', оскільки в протилежному разі праслов'янські *vonja і *zemja дали б *vǫja і zęja, а не *von'a і *zeml'a, як це підтверджують дані письмових пам'яток і сучасних слов'янських мов.

## Паралелі в інших мовах
Аналогічні процеси проходили при формуванні протогрецької мови з праіндоєвропейської: з приголосних перед j утворилися африкати і палатальні приголосні. Пізніше, на період існування давньогрецької мови, вони спростилися і втратили палатальність:
- *pj, bhj > *pč > дав.-гр. πτ
- *lj > *ľľ > дав.-гр. ιλ
- *tj, *dhj, *kj, *ghj > *čč > дав.-гр. σσ, ττ
- *gj, *dj > *dždž > дав.-гр. ζδ
- *mj, *nj > *ňň > дав.-гр. ν (зі змінами в попередніх голосних)
- *rj > *řř > дав.-гр. ρ (зі змінами в попередніх голосних)
- *u̯wj, *u̯sj > *u̯jj > дав.-гр. αι, ει, οι, υι.